# La Chapelle-Cécelin
La Chapelle-Cécelin település Franciaországban, Manche megyében. Lakosainak száma 244 fő (2022. január 1.). La Chapelle-Cécelin Saint-Maur-des-Bois, Sainte-Cécile, Chérencé-le-Héron, Saint-Martin-le-Bouillant és Boisyvon községekkel határos.

## Népesség
A település népességének változása:
| Lakosok száma | 239  | 187  | 194  | 203  | 227  | 238  | 248  | 244  | 241  | 244  |
|               | 1968 | 1982 | 1990 | 2006 | 2013 | 2015 | 2017 | 2019 | 2020 | 2022 |